# Alberto Maria de Agostini
Alberto Maria de Agostini, född 2 november 1883 i Pollone, Piemonte, död 25 december 1960 i Turin, Piemonte, var en italiensk präst, missionär, kartograf, fotograf, upptäcktsresande och bergsbestigare.

## Biografi
Agostini föddes i Pollone, en liten by i Piemonte i norra Italien vid foten av Alperna, i en familj av kartografer och i en bergsmiljö som kom att prägla honom under resten av livet.
I unga år drömde han om Tierra del Fuego (Eldslandet), Sydamerika, inspirerad av en bok hans bror Juan skrivit om regionen. Han blev fascinerad av den italienske prästen Giovanni Bosco (Don Bosco) som 1859 grundat den romersk-katolska prästkongregationen Salesianorden (Don Boscos salesianer), uppkallad efter den franske teologen Frans av Sales. Efter att han själv gått med i kongregationen vigdes han 1909 till präst och utsändes 1910 som missionär till Punta Arenas, den sydligaste staden i chilenska Patagonien. Tillsammans med Giuseppe Fagnano (1844–1916) och andra salesianer åtog han sig att skydda de inhemska folken i regionen – yahgan (yamana), ona (selk'nam) och alacaluf (kawésqar) – vilka underkuvats och förslavats av europeiska markägare.

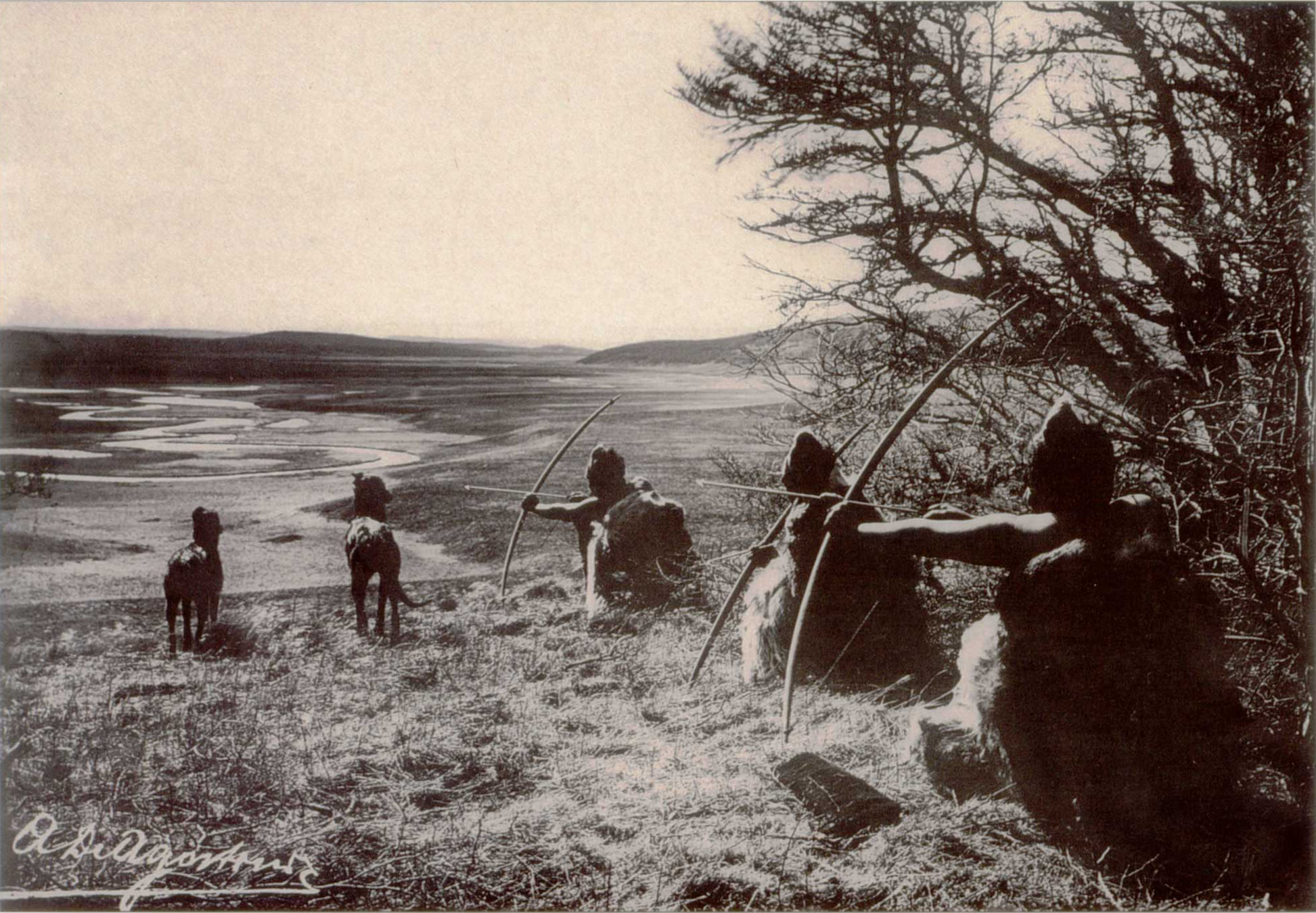
Ona-folket jagande guanacos, Tierra del Fuego, Argentina. Foto: Alberto Maria de Agostini.

I över 30 års tid utforskade han de bergklädda delarna av regionerna Tierra del Fuego och södra Patagonien. Mellan 1913 och 1924 korsade han i olika expeditioner bergskedjan Cordillera Darwin i Chiles sydligaste region Magallanes y de la Antártica Chilena och försökte utan framgång bestiga berget Sarmiento, Tierra del Fuegos högsta topp. I början av 1931 blev Agostini, tillsammans med geologen Egidio Feruglio (1897–1954) samt de alpina bergsguiderna Croux och Bron de första att helt korsa södra Patagoniens isfält, den största sammanhängande ismassan på södra halvklotet utanför Antarktis. De följande åren utforskade han Fitz Roy-massivet nordost om isfältet och besteg 1943 berget San Lorenzo, Patagoniens näst högsta topp, en milstolpe i bergsklättringens historia. Efter en lång period av arbete i hemlandet återvände han 1955 till Patagonien och lyckades vid 72 års ålder äntligen bestiga berget Sarmiento.

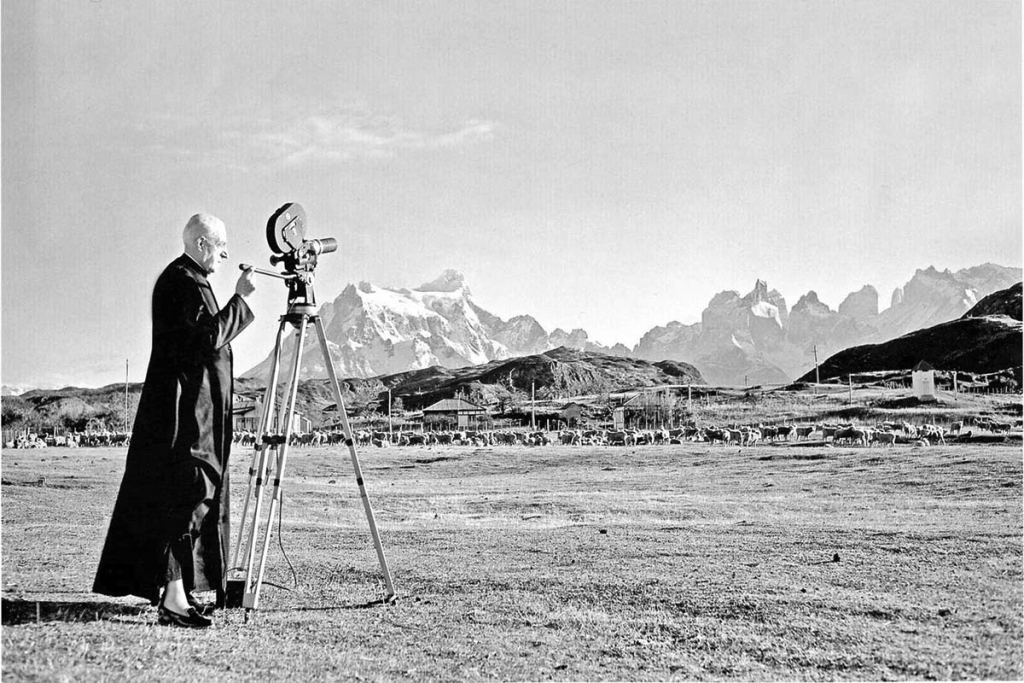
Alberto Maria de Agostini med sin kamera, troligtvis i Argentina.

Han har lämnat efter sig ett 20-tal publikationer, inklusive två turistguider, Guía Turística de Magallanes y Canales Fueguinos och Guía Turística de los Lagos Argentinos y Tierra del Fuego. Han var den förste att skriva om Cueva de las Manos (Grottan med händerna) och namngav många av regionens geografiska landmärken, exempelvis Garibaldi-glaciären (efter frihetskämpen Giuseppe Garibaldi som grundade det moderna Italien) och Pia-glaciären (efter prinsessan Maria Pia av Italien).

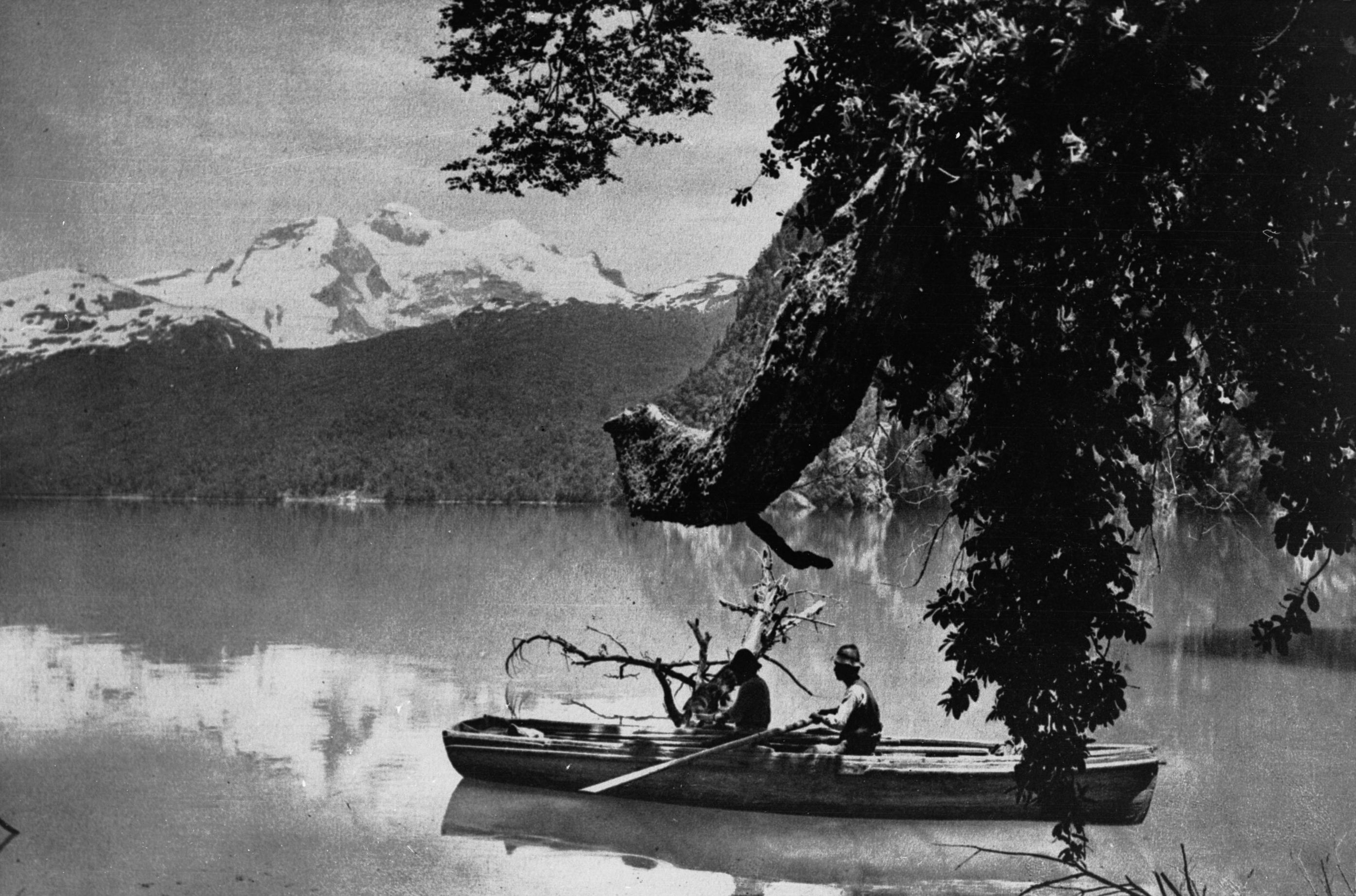
Män i roddbåt, Laguna Frías, Argentina. Foto: Alberto Maria de Agostini, ca 1915.

Hans fotografier sticker ut för sin skildring av ursprungsbefolkningar, bland dem nu utdöda etniska grupper, och de första åren av kolonisering i den chilenska Aysén-regionen. Världskulturmuseet i Göteborg har i sina samlingar några vykort med motiv av Agostini föreställande ona-folket, Tierra del Fuego, Argentina. Han var även en pionjär vad gäller flygfotografering av södra Patagoniens isfält, vilket har haft stor betydelse för kartläggningen av regionen.
Hans filmer är de första och enda filmiska uppteckningarna av de magellanska folken och regionen som helhet. De två viktigaste är Tierra del Fuego och Tierras Magallánicas som gjorde Patagonien känt över hela världen.
Museo Casa Don Bosco i Valdocco, Turin, står 24 oktober–24 december 2023 värd för vandringsutställningen Images of a Vanished World. Fr. Alberto De Agostini. Man, Nature, Art, Science. Utställningen, som initierades 2022 på Pontifical Salesian University i Rom, kommer efter Museo Casa Don Bosco att visas på Società Geografica Italiana (Italian Geographical Society) i Rom (januari–februari 2024) och på bergsbestigningsföreningen Ragni di Lecco i Lecco (mars 2024).

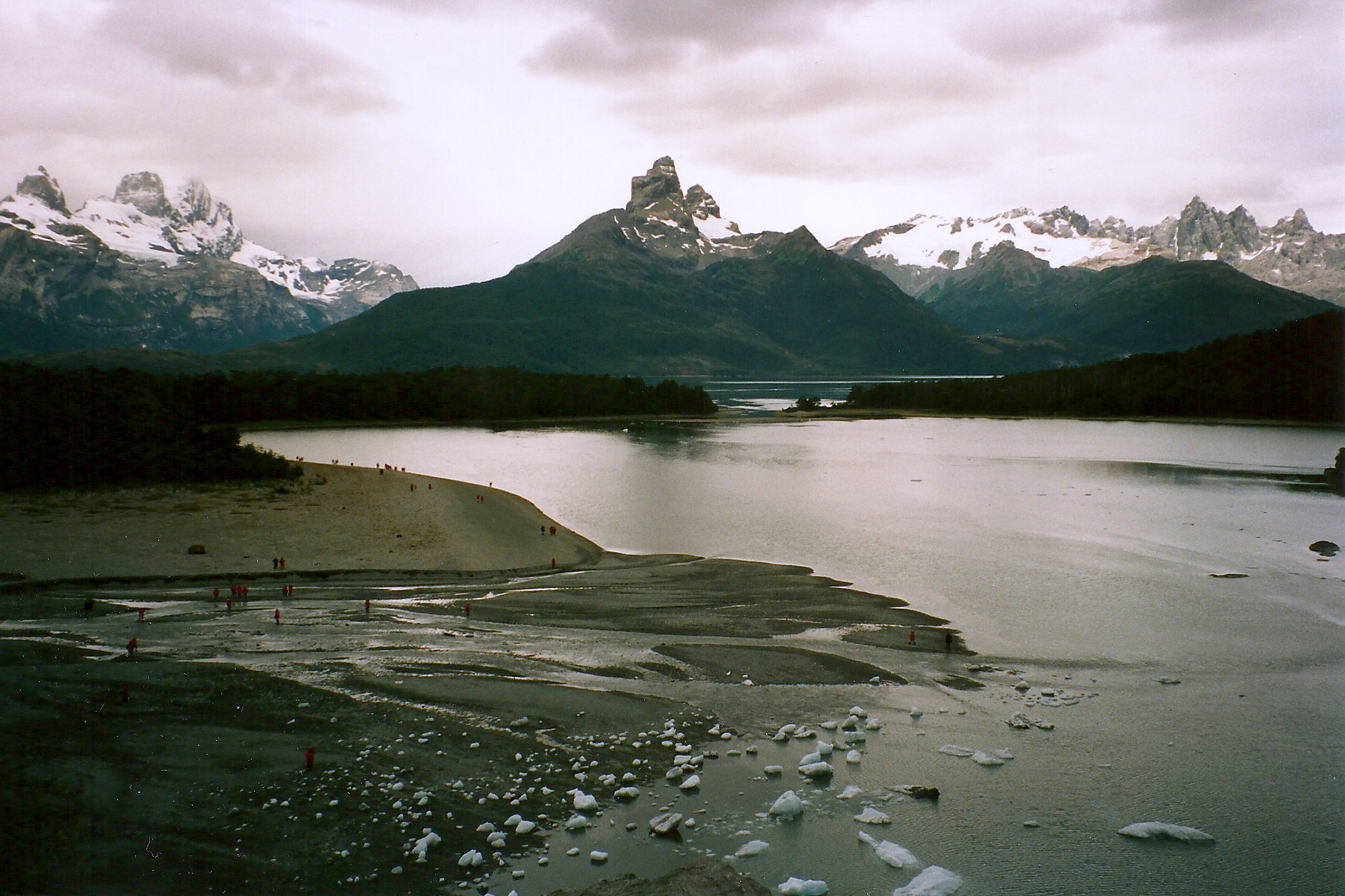
Seno Agostini, Alberto de Agostini National Park, Tierra del Fuego, Chile.

Agostini avled i Turin på juldagen 1960 och har i södra Chile fått en nationalpark uppkallad efter sig – Alberto de Agostini National Park.

## Publikationer

### Böcker & turistguider
- Andes patagónicos : Viajes de exploración a la Cordillera patagónica austral. Buenos Aires. 1941. Libris 2533225
- Guía Turística de los Lagos Argentinos y Tierra del Fuego (1945)[8]
- Guía Turística de Magallanes y Canales Fueguinos (1946)[9]
- Trent'anni nella Terra del Fuoco (1955)
- Sfingi di ghiaccio (1958)

### Filmer
- Tierra del Fuego (?)[3][4]
- Terre Magellaniche (1933)[3][4][10]